# Can Cendra
Can Cendra és un edifici catalogat a l'Inventari del Patrimoni Arquitectònic de Catalunya al costat esquerre del carrer d'Avall al municipi d'Anglès. Aquest casal va ser propietat de la família Cendra fins que el 1986 va ser comprat per l'Ajuntament d'Anglès. L'actual edificació de Can Cendra és el resultat de les obres de reforma i ampliació d'un antic casal, efectuades per l'arquitecte Rafael Masó i Valentí als anys 1913-1915, amb un llenguatge arquitectònic noucentista, de referències a arquitectures centreeuropees. La reforma va donar com a resultat un conjunt format per dues cases clarament diferenciades, que tenen façana al carrer d'Avall, i per diversos volums i terrasses annexos adossats a les dues cases principals i orientats a migdia, que queden situats davant dels jardins de la finca.

## Arquitectura
Casal de grans dimensions que consta de planta baixa i dos pisos, entre mitgeres, cobert amb una teulada a dues aigües de vessants a laterals. La planta baixa consta de quatre obertures de grandària significativament dispar, ja que les dues centrals, és a dir el portal d'accés i la finestra de l'esquerra, són sensiblement majors en comparació amb les dues dels extrems. Ara bé, les quatre recullen les mateixes característiques compositives, és a dir, llinda monolítica conformant un arc pla i muntants de pedra. Afegir que les quatre finestres són cobertes amb una estructura d'enreixat de ferro forjat, molt accentuada en la finestra de l'esquerra del portal.
Paral·lelament, aquesta planta baixa consta de dues faixes o franges de pedra que la divideixen en dos sectors constituïts per materials dispars creant un contrast visual eficaç. Per una banda, trobem el cos de pedra original. Mentre que per l'altra, a sobre de l'anterior el fals aparell imitant l'encoixinat de pedra.

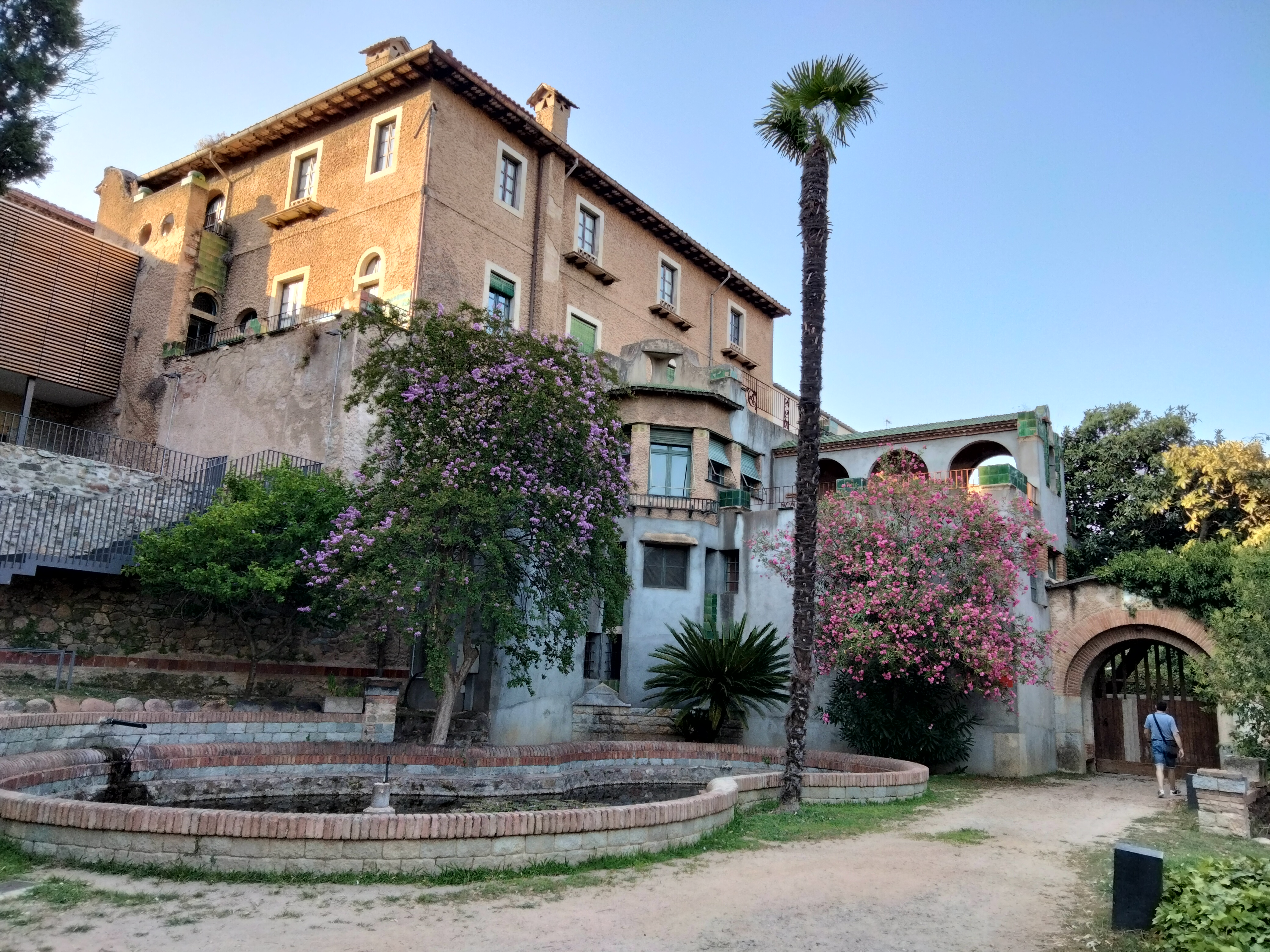
Façana que dona al jardí

Pel que fa al primer i segon pis, aquests dos han estat resolts basant-se en la reproducció del mateix plantejament formal, és a dir: quatre grans obertures rectangulars per pis, amb llinda monolítica conformant un arc pla i muntants de pedra.
D'aquestes quatre finestres, les tres centrals són projectades com a balconades amb les seves respectives baranes de ferro forjat i amb la disposició d'uns basaments motllurats - els del primer pis en concordança amb la faixa de pedra- que preveuen no només finalitats estètiques i ornamentals sinó també pràctiques i funcionals.
L'únic aspecte en què es diferencien és en la mida, ja que les finestres del primer pis són sensiblement majors. Per contra les finestres de l'extrem esquerre d'ambdós pisos són més petites i no preveuen la funció de balconera.
Tota la façana està àmpliament imbuïda i impregnada d'una atmosfera estètica noucentista, que es deixa sentir en parts puntuals molt clares: des de les baranes de ferro forjat que preveuen un repertori ornamental i decoratiu molt ampli. Passant pels esgrafiats que inunden i acaparen gran part de l'espai físic de la façana, amb unes formes i motius florals molt atractius i captivadors. Fins a arribar al cromatisme tant càlid amb aquestes tonalitats sèpia o pastel tant encisadores o l'espectacular ràfec amb ceràmica esmaltada de diferents colors i amb una original composició ondulant.
Això provoca un contrast visual molt eficaç i enorme en el carrer d'Avall, en el qual impacten i col·lideixen no només dos lèxics arquitectònics, sinó dues esferes completament dispars, com són el món medieval i el món clàssic noucentista.